# マーズワン
マーズワン（英: Mars One）は、2025年までに火星に人類初の永住地を作ることを目的にするオランダの民間組織。オランダの実業家バス・ランスドルプ（Bas Lansdorp）に率いられる宇宙飛行計画は2012年に発表され、4人の宇宙飛行士を送る予定。ただしランスドルプ自身は火星移住に参加しない。
団体（『週刊新潮』記事では「財団」と表記）は、2011年に設立され、ノーベル物理学賞受賞者のヘーラルト・トホーフトも「アンバサダー」として加わっているという。
マーズワンは非営利団体であるMars One Foundationと、営利企業であるMars One Venturesの2つの組織から構成される。Mars One Venturesは2019年1月15日に破産した。

## 概要
2013年4-8月に移住希望者を募集し、2013年12月30日、約20万人の移住希望者の中から日本人10人を含む1058人の候補者を選んだと発表した。日本人10人には、59歳の男性会社社長や30代の女性医学博士などが含まれていると報じられている。最終的に24人を選び、2025年には最初の4人が火星に住み始め、その後は、2年ごとに4人ずつ増やしていくことを予定している。火星から地球に戻ることは現在の技術および資金的に不可能なので、移住者は技術の進歩に伴い地球帰還の手段を得られない限り、火星に永住することになる。2015年2月16日、財団は最初の移住候補者を、男女各50人の100人に絞ったと発表した。100人の中には、メキシコ在住の日本人女性シェフ（50歳）が含まれている。
財源は、寄付金のほか、訓練や飛行や移住の様子を24時間リアリティー番組で放送する番組の放映権料を予定している。団体は、最初の4人を火星に送るコストを約60億ドルと見込んでいる。ランスドルプによると、夏季オリンピックが二週間の開催期間に40億ドルを稼ぐことを考えて、オリンピックより大きなプロジェクトであるので、60億ドルは十分に可能だとしている。2023年には地球のインターネット人口が40億人に達するという予想があり、この人口が人類史上最大のショーを見ることを考えれば、莫大な収入が生じると見込んでいる。
有人飛行に先立ち、2018年5月に無人火星探査機を打ち上げ、水分の採取方法の研究を行うとしていた。
2016年6月6日、候補者100人に対し40人まで絞るための5日間の選抜試験を実施することが発表された。
前記のスケジュールについてはその後修正され、2015年時点のロードマップでは無人探査機は2026年、最初の植民者の到着は2031年となっている。

## テクノロジー
無人火星探査機の開発実績もあるロッキード・マーティン社と提携していると報じられている。
ランチャー
ランチャー（打ち上げロケット）にはスペースX社のファルコンヘビーが候補にあがっている。
火星への航行手段
宇宙船の供給社としてタレス・アレーニア・スペース社が候補にあがっている。
火星への着陸
火星の大気は薄くパラシュートは機能しないので、月面着陸に使用された逆噴射 (powered descent) 方式が使用されると予想される。

## 批判
マーズワンは技術的、財源的な問題から実現の困難さを指摘されている。
国際宇宙大学（アメリカ）のクリス・ウェルチ（Chris Welch）は、計画の実現のための出費に見合う財源がないと指摘している。同様に米国のdiscovery newsは、60億ドルの資金を集める可能性に極めて懐疑的であり、仮に集められたとしてもわずか60億ドルでこの短期間にこの計画を成功させることは「ほとんど不可能」と断言している。
米国テクノロジーウェブサイトのArs Technicaは、「片道切符」方式の人道的問題、放射線照射の健康問題を別にすれば、技術的には人間を火星に送るのを不可能にするような根本的な障壁は存在しないが、リアリティーテレビ方式で予算をまかなうことは困難であるとしている。
有人火星飛行（ただし、地球への帰還が前提）については、1989年にアメリカ航空宇宙局（NASA）が作成した「90日レポート」で試算された4,500億ドルという試算がある。アリゾナ州立大学の著名な宇宙学者ローレンス・クラウスも3,000億ドルから6,000億ドルとの試算を2009年にニューヨーク・タイムズに乗せている。「90日レポート」の過大な試算に反発して立案された「マーズ・ダイレクト」でも、発表された1996年当時の試算で200億ドル（2000年代の価値で300～350億ドル）とされており、2013年のNASAの年間予算180億ドルと比較しても莫大であることがわかる。また1960年から1969年にかかった人類を月面に送るアポロ計画の予算が160億ドルであり、インフレーションを加えても火星計画が桁違いに高価であることがわかる。団体側の最初の4人の飛行にかかる費用見通しは上記の通り約60億ドルである。
また、会津大学准教授の寺薗淳也は、NPOが打ち上げるロケットの責任を負う国が不明確であること、ロケット発射技術を持つ国が自国企業の関与に反対すればロケットが使用不可となる懸念があること、生還を期さないプロジェクトが人道上適切であるか議論となること、持ち込んだ細菌が火星に存在するかもしれない生命体を滅ぼす可能性があること等を挙げて、「法や倫理に照らして問題が生じる」と述べている。
アラブ首長国連邦の宗教機関GAIAEは2014年2月、ムスリムが火星へ旅行したり移住することを禁ずるファトワー（宗教見解）を発表した。理由は、死ぬ確率が高い火星への旅行が、イスラム教が禁じる自殺行為に等しいと判断したためである。これに対してマーズワン側はファトワーの撤回を求めたと報じられた。
2015年、火星移住候補者100人に選ばれた残った大学助教授が、選考プロセスの実情を暴露し、詐欺であると告発した。また BuzzFeed は実際にはマーズワンは航空宇宙企業と具体的な連携を持たず、詐欺であると指摘した。

## 「片道切符」方式の是非
火星へ人間を送るだけで、地球へ帰還する手段がないことを非人道的だという批判もある。しかし前出のニューヨーク・タイムズの記事でローレンス・クラウスは、現代の技術で火星へ人間を送るのには、地球への帰還が極めて難しく、「片道切符」の方法による植民地方式しかなく、人道的な立場からそのような政策を政府が国民の税金を使って施行するのは不可能に近いが、そのような方法を人類は捨てるべきではないと主張している。そもそも往復方式にかかる3,000億ドルから6,000億ドルといわれる莫大なコストは、往復航行中に宇宙線から飛行士を防御するのに莫大な重量の防壁が必要であり、それを輸送するのに往復に必要な莫大な燃料を火星まで持っていかなければならないという悪循環があるからで、「片道切符」という手段でこれは解決できるとする。また同記事でクラウスは、歴史を見ても欧州からアメリカ大陸の植民地へ旅立った者は「片道切符」で死ぬ覚悟でいった事実を指摘し、この人類最大のプロジェクトに命をかけてもいいという志願者は少なくないはずだと予想している。
また火星上での水、食料、燃料の確保といった問題もあるが、地球からそれらを運搬するコストは、人間を火星から戻すよりもはるかに安くつくと予想されている。これは物資を火星へ輸送するだけなら、放射線防御壁や人類移住空間などの施設が全く必要でない無人機で行えるため安価ですむからである。現実にNASAは既に火星に無人探査機を「比較的に安価に」送ることに成功している。